# Parafia św. Anny we Włodzimierzu
Parafia św. Anny we Włodzimierzu – parafia rzymskokatolicka we Włodzimierzu należąca do dekanatu Łuck w diecezji łuckiej.